# Dick Loggere
Dick Loggere   (Amsterdam, 6 de maig de 1921 - Hilversum, 30 de desembre de 2014) va ser un jugador d'hoquei sobre herba neerlandès que va competir entre 1937 i 1961.
Durant la seva carrera esportiva va prendre part en dues edicions dels Jocs Olímpics: el 1948, a Londres, on va guanyar la medalla de bronze com a membre de l'equip neerlandès en la competició d'hoquei sobre herba, i el 1952, a Hèlsinki, on va guanyar la medalla de plata.
Va guanyar dues vegades la lliga neerlandesa, el 1956 i 1961.